# Papiro de Derveni
El papiro de Derveni, datado en el siglo IV a. C., es un rollo de papiro que contiene el comentario de un poema órfico. Se le considera el manuscrito más antiguo de Europa.

## Descubrimiento
Fue hallado en 1962 en unas excavaciones arqueológicas que se llevaron a cabo en la localidad de Derveni, a 10 km al noroeste de la ciudad griega de Salónica, en Macedonia. Se encontraron 226 pequeños fragmentos de papiro quemado, en el interior de un jarro de bronce que también contenía una corona de oro y otros objetos funerarios. Los restos han sido restaurados y se exponen en el Museo Arqueológico de Tesalónica.
La reconstrucción del papiro se ha realizado sobre un cilindro de unos tres metros de largo y de 9,5 centímetros de ancho y ha permitido rescatar veintiséis columnas de texto; de cada una de ellas se pueden leer las 10 o 12 primeras líneas. Se trata de fragmentos religiosos que tratan sobre el conocimiento de Dios y del misticismo. Ofrecen, además, una versión de la teogonía propia de la región de Tracia de aquel momento y las ceremonias religiosas que describe se consideran los primeros pasos hacia el monoteísmo.
La editio princeps del papiro fue publicada en 2006.

## Contenido

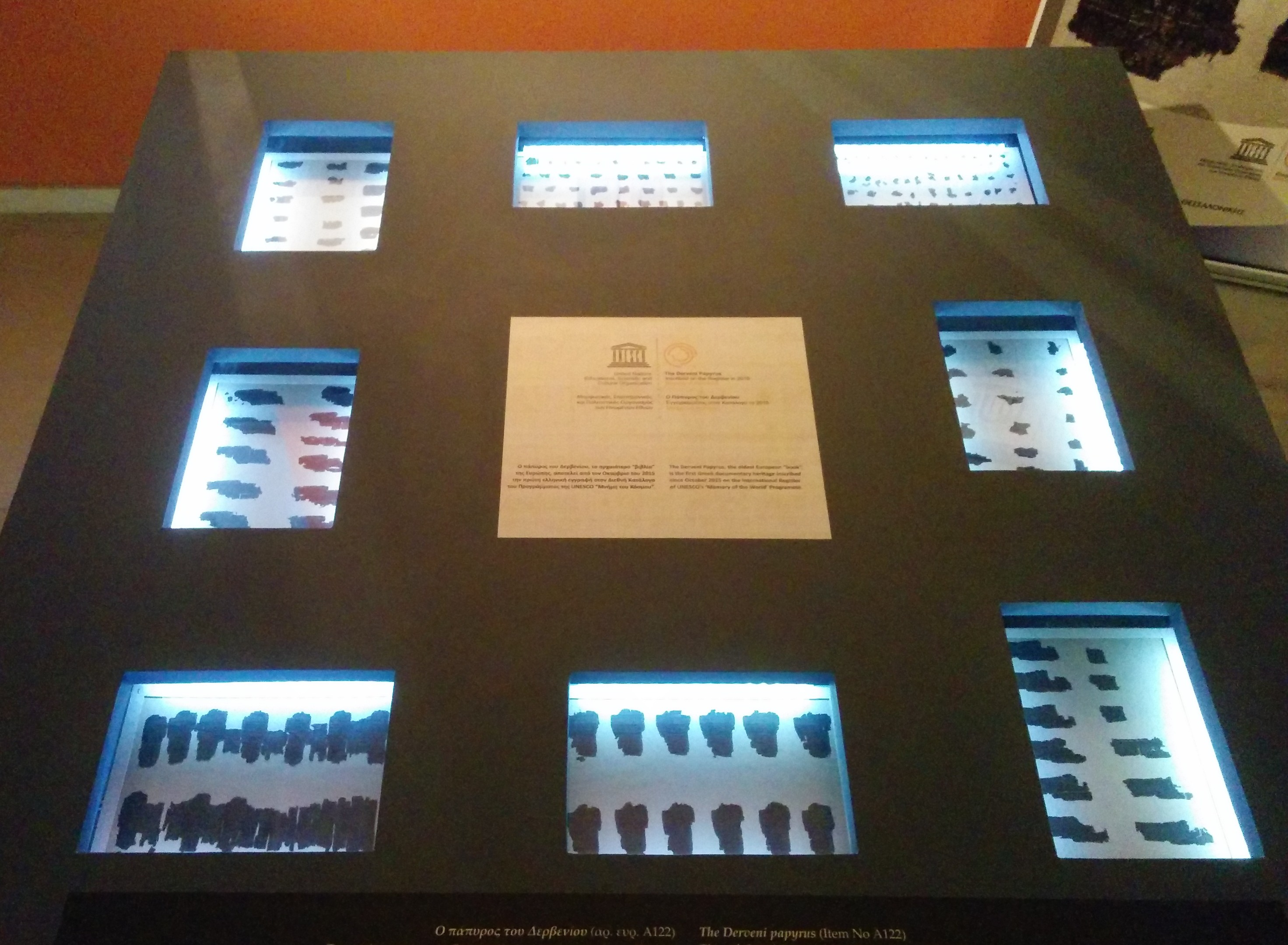
Fragmentos del papiro de Derveni expuestos en el Museo Arqueológico de Tesalónica.

Se trata de una obra atípica: el autor cita en ella un pasaje de Heráclito, se refiere a ciertas cuestiones religiosas y desde el final de la columna VII se centra en comentar extensamente unos versos que atribuye a Orfeo. No es un comentario literario, sino pretendidamente filosófico en que el autor trata de explicar el «verdadero» sentido que tienen los versos que, según él, no es el que aparentan tener. Considera que Orfeo le da al lenguaje común un sentido deliberadamente oculto y alegórico para que sus palabras sólo sean entendidas por iniciados. La interpretación del comentarista es totalmente física, muy influida por los filósofos presocráticos como Anaxágoras, Heráclito, Leucipo y Diógenes de Apolonia. Sin embargo, parece ignorar completamente a Platón, lo que ha llevado a datar su texto hacia el 400 a. C.
En cuanto a la identidad del autor del comentario, se ha pensado en Eutifrón, personaje de los diálogos platónicos, el sofista Pródico de Ceos o incluso autores menos conocidos como Epígenes, Metrodoro o Diágoras. Se ha demostrado también que el comentario no era un texto privado de círculos órficos, ni secreto, sino que tuvo cierta circulación, ya que fue conocido y citado por otros autores como Filócoro y un escoliasta de Hesíodo.
El himno presenta coincidencias significativas con otros poemas órficos tardíos, lo que indica que existía una gran continuidad en la tradición órfica. Por ejemplo, el verso introductorio, que hace las veces de proemio, al igual que en otros poemas órficos, es: «Hablaré a quienes es lícito; cerrad las puertas, profanos».

### Pasajes
1. Proemio
2. Zeus toma el poder celeste. Profecías de Noche y de Crono
3. Antecedentes de la Historia: Noche-Cielo-Crono
4. Recreación del mundo
5. El himno a Zeus
6. El nacimiento de Afrodita
7. La recreación racional del universo
8. El incesto

### Noticias sobre el papiro de Deverni
- Agencia EFE (20-10-2006): texto.

- Diario Clarín (20-10-2006): texto.

- Logran traducir el manuscrito griego más antiguo del mundo: el Papiro de Derveni: texto con poemas órficos.

- Reconstrucción de la teogonía órfica del Papiro de Derveni: texto en el sitio Hieros Logos.

- Datos: Q736935
- Multimedia: Derveni papyrus / Q736935